# Lucky Love
Lucky Love är den första singeln från albumet The Bridge av popgruppen Ace of Base. Låten är skriven av Jonas Berggren & Billy Steinberg och producerad av Jonas Berggren, Denniz Pop & Max Martin.
Låten framfördes bland annat under invigningen av världsmästerskapen i friidrott 1995 i Göteborg.

## Låtlista
- Australien, CD-singel

1. "Lucky Love" - 2:52
2. "Lucky Love" (akustisk version) - 2:52
3. "Lucky Love" (utökad originalversion) - 4:49

- Storbritannien, maxisingel

1. "Lucky Love" - 2:52
2. "Lucky Love" (akustisk version) - 2:52
3. "Lucky Love" (Raggasol-version) - 2:53
4. "Lucky Love" (Amadin Mix) - 5:39
5. "Lucky Love" (Armand's British Nites Mix) - 11:21

- USA, maxisingel

1. "Lucky Love" (Frankie Knuckles Classic Club Mix) - 7:22
2. "Lucky Love" (Vission Lorimer Funkdified Mix) - 6:02
3. "Lucky Love" (Amadin Mix) - 5:39
4. "Lucky Love" (Lenny B's Club Mix) - 7:08
5. "Lucky Love" (Armand's British Nites Mix) - 11:21
6. "Lucky Love" (akustisk version) - 2:52

## Medverkande
- Sång av Linn Berggren, Jenny Berggren
- Bakgurndssång av Jeanette Söderholm
- Gitarr av Chuck Anthony and Jonas Berggren
- Bandlös bas av Per Ahlström
- Musik av Jonas Berggren
- Sångtexter av Jonas Berggren och Billy Steinberg
- Producerad av Denniz Pop, Max Martin and Jonas Berggren
- Inspelad och producerad i Cheiron Studios

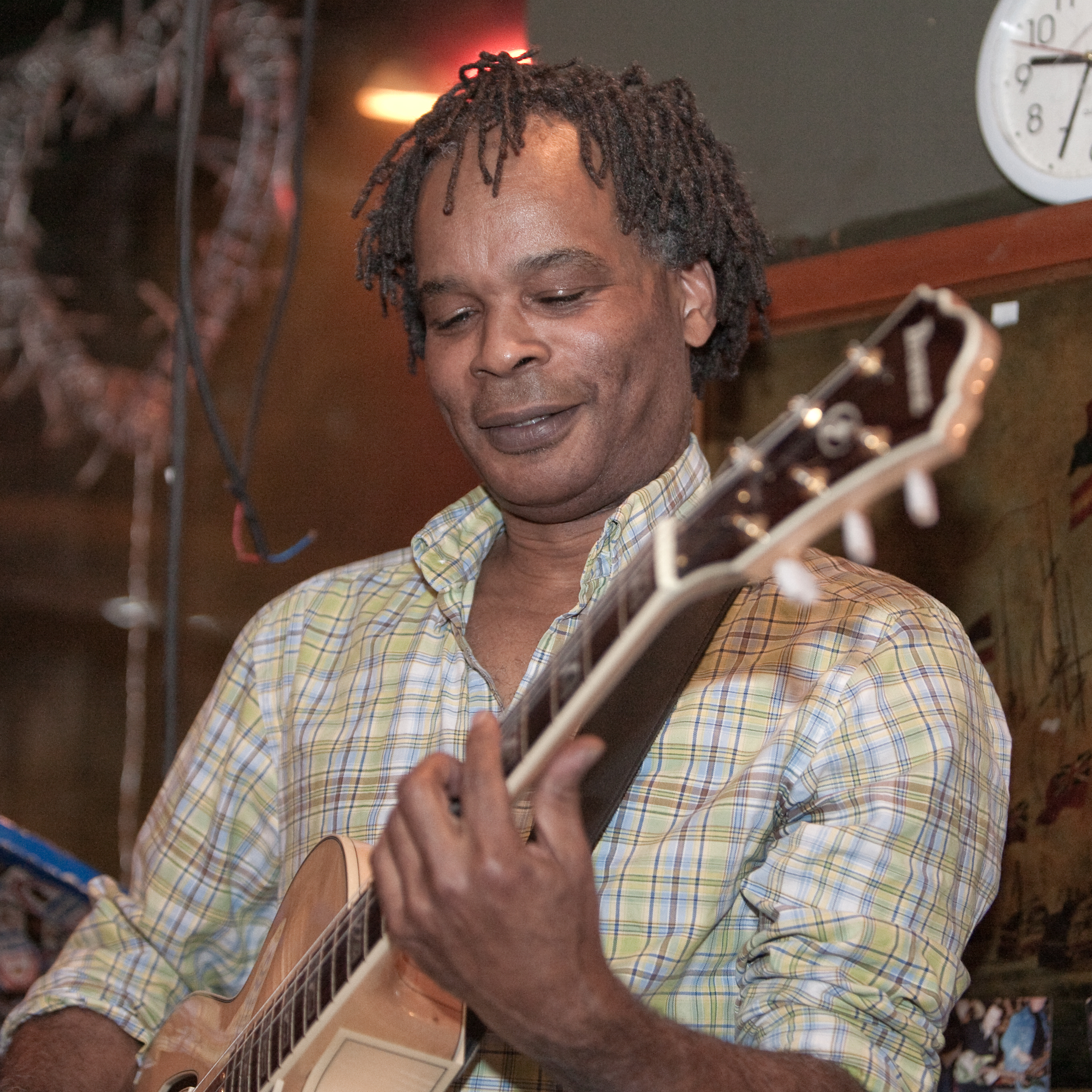
Chuck Anthony 2010

## Listplaceringar
- Australien #30
- England #20
- Danmark #1
- Finland #1
- Frankrike #9
- Kanada #2
- Nederländerna #16
- Norge #12
- Schweiz #19
- Sverige #1
- Tyskland #13
- USA #30

### Fotnoter
1. ↑  Martin Nyström (5 augusti 1995). ”Nu vet alla att Sverige är gjort av schottis”. Dagens nyheter. http://www.dn.se/arkiv/sport/nu-vet-alla-att-sverige-ar-gjort-av-schottis/. Läst 30 oktober 2016.
2. ↑  ”Svenska seder på VM-invigningen”. Dagens nyheter. 5 augusti 1995. http://www.dn.se/arkiv/teater/svenska-seder-pa-vm-invigningen/. Läst 30 oktober 2016.